# Tormos (Huesca)
Tormos es una localidad española perteneciente al municipio de Alcalá de Gurrea, en la Hoya de Huesca, provincia de Huesca (Aragón). Situado en las cercanías del embalse de La Sotonera, en la carretera A-1207, su distancia a Huesca es de 30 km 

## Historia
En agosto del año 1100 se habla de «Alboreg, que está en el río Sotón, entre Montmesa y Tormos».
Como curiosidad, durante la época de construcción de la presa de la Sotonera, se creó el bar La Cultural, con un escenario donde frecuentemente se organizaban actividades.

## Monumentos

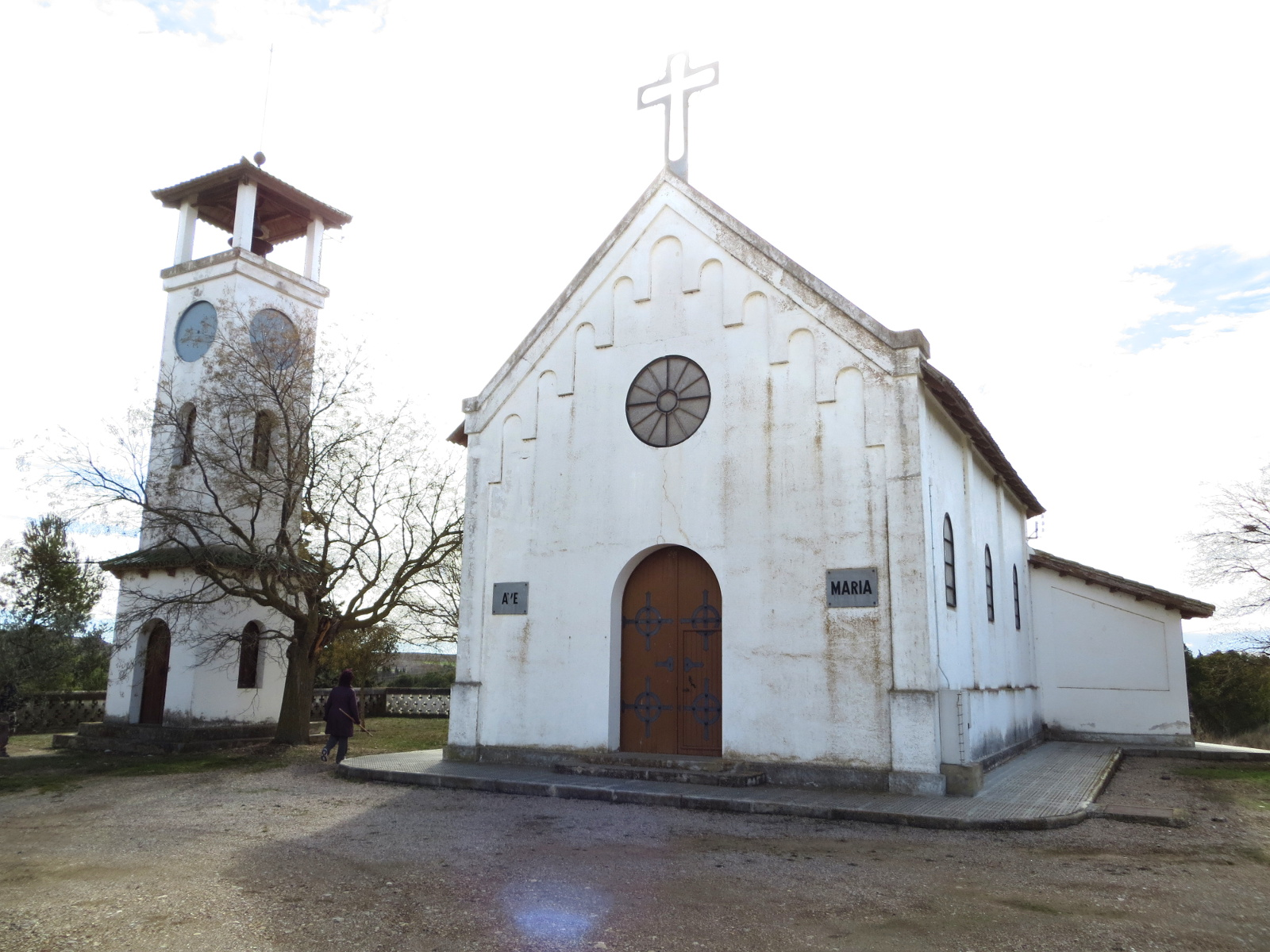
Iglesia de Tormos

- Torre de las Cuatro Esquinas - Elemento de carácter militar perteneciente al siglo XI del que se conservan tres de sus cuatro muros